# Purpurkronad blomnymf
Purpurkronad blomnymf (Heliothryx barroti) är en fågel i familjen kolibrier.

## Utseende
Purpurkronad blomnymf är en rätt stor kolibri med medellång och svart näbb med vass spets. Fjäderdräkten är uppseendeväckande, med gnistrande snövit undersida, smaragdgrön ovansida och mycket vitt på yttre stjärtpennorna. Könen liknar varandra, men hanen har purpurfärgad hjässa (vilket dock kan vara svårt att se) och längre stjärt.

## Utbredning och systematik
Fågeln förekommer från sydöstra Mexiko till sydvästra Ecuador (El Oro). Den behandlas som monotypisk, det vill säga att den inte delas in i några underarter.

## Levnadssätt
Purpurkronad blomnymf hittas i fuktiga tropiska låglänta områden. Där föredrar den skogsbryn, intilliggande gläntor med spridda träd och blommande buskar samt trädgårdar. Den ses födosöka i alla skikt, dock ofta i trädkronorna där den ryttlar med stjärten rest. 

## Status och hot
Arten har ett stort utbredningsområde, men tros minska i antal, dock inte tillräckligt kraftigt för att den ska betraktas som hotad. Internationella naturvårdsunionen IUCN listar arten som livskraftig (LC).

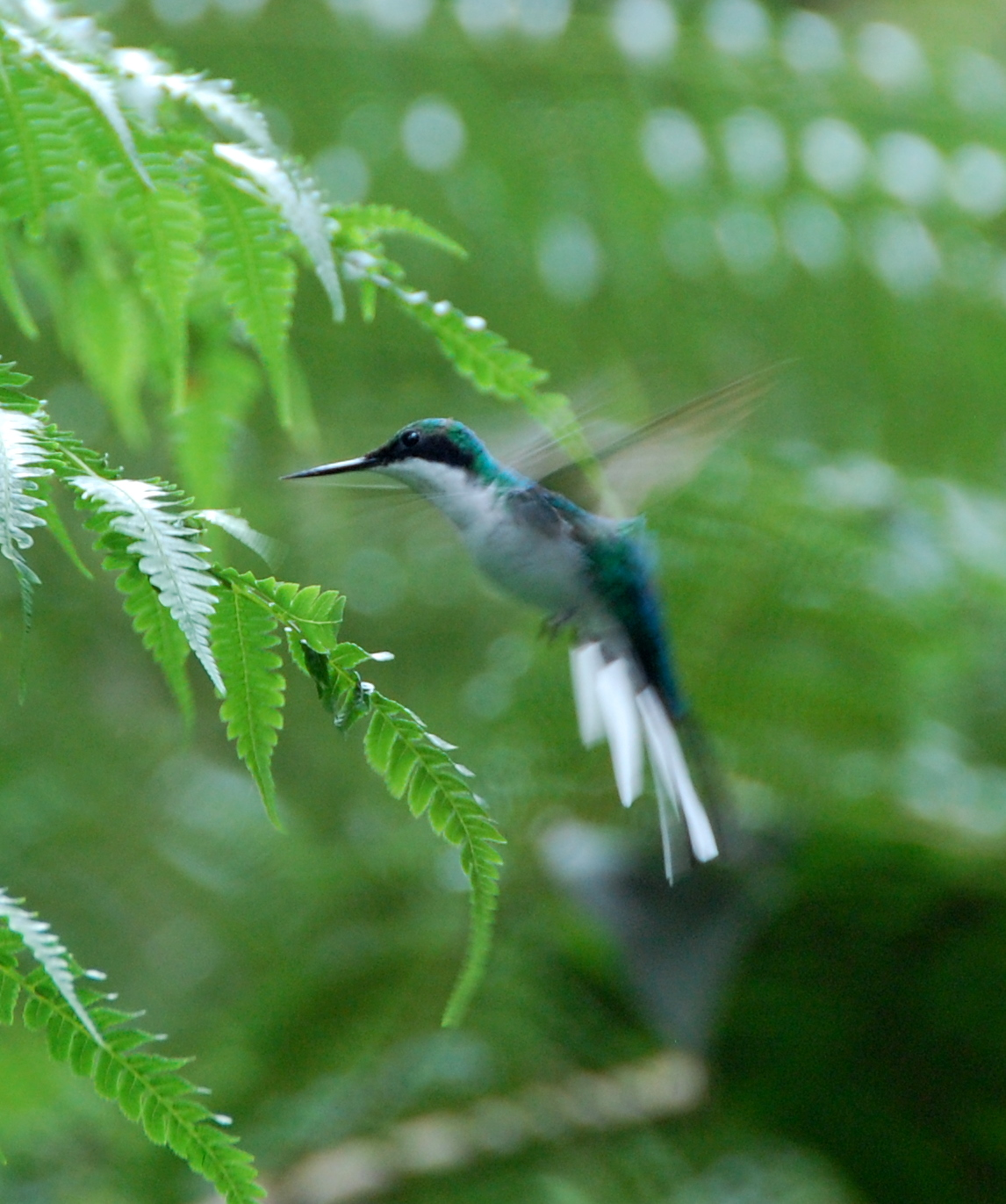
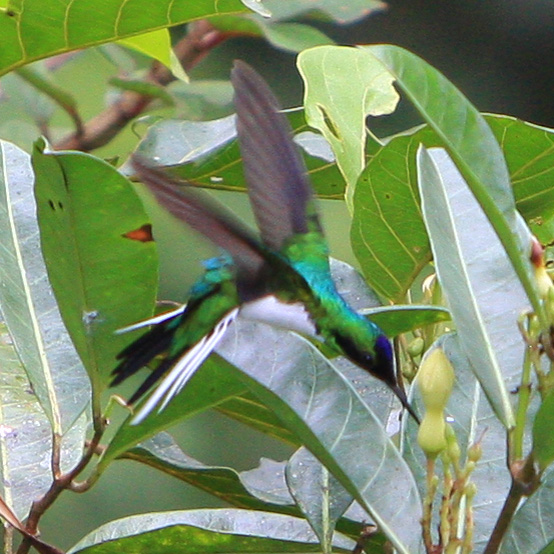